# Hôtel de la Caisse d'épargne de Troyes
L’hôtel de la Caisse d’épargne est un bâtiment de la fin du XIXe siècle situé à Troyes, en France.

## Situation et accès
L’édifice est situé au no 28 du boulevard Gambetta, au nord du centre-ville de Troyes, et plus largement vers le centre  du département de l’Aube.

## Histoire

### Concours
Un concours pour la construction d’un hôtel de la Caisse d’épargne est ouvert jusqu’au 1er juillet 1890. On prévoit alors 250 000 francs pour la construction avec 50 000 francs de mobilier et d’honoraires, sur le terrain d’une dénommée Douine (veuve).

## Structure

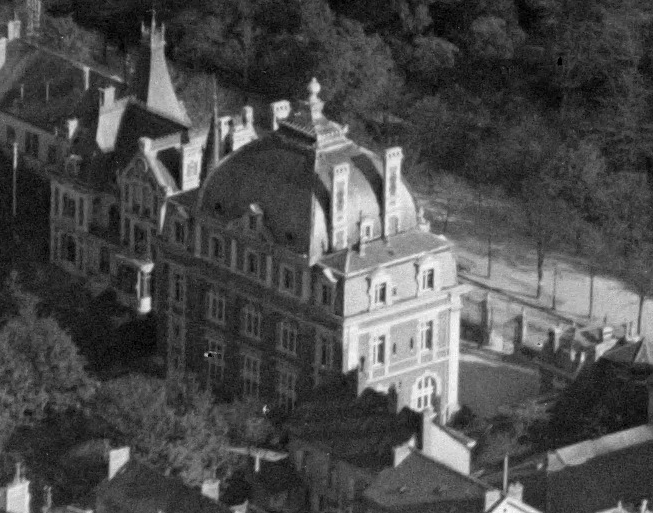
Vue aérienne des façades arrière et latérale, de la cour et de la villa Viardot (à gauche), en septembre 1920.